# Péchabou
Péchabou är en kommun i departementet Haute-Garonne i regionen Occitanien i södra Frankrike. Kommunen ligger i kantonen Castanet-Tolosan som tillhör arrondissementet Toulouse. År 2022 hade Péchabou 2 465 invånare.

## Befolkningsutveckling
Antalet invånare i kommunen Péchabou
Referens:INSEE